# 4525-ös mellékút (Magyarország)
A 4525-ös számú mellékút egy bő 12 kilométer hosszú, négy számjegyű mellékút Csongrád-Csanád vármegye területén; Szeged északnyugati agglomerációjának három települését köti össze egymással, illetve a térséget feltáró két fontosabb útvonallal.

## Nyomvonala
A 4519-es útból ágazik ki, annak 43+350-es kilométerszelvénye közelében, Sándorfalva központjában. Nyugat felé indul, Alkotmány körút néven, majd 500 méter után délnyugatnak fordul, kevéssel a 2. kilométere után pedig kilép a belterületről és egyből Szatymaz területére lép. Ott egy szakaszon nyugatnak fordul, majd visszatér a délnyugati irányhoz, így éri el az 5-ös főutat, majdnem pontosan 5 kilométer után. Körforgalmú csomópontban keresztezik egymást – a főút itt kevéssel a 156. kilométere előtt jár – majd a 4525-ös tovább folytatódik délnyugat felé, még külterületen, de tanyákkal és egyéb építményekkel kísérve.
A 6. kilométere táján éri el Szatymaz belterületét, ott a Kossuth utca nevet veszi fel. Bő 200 méter után egy elágazáshoz ér: az 5424-es út ágazik ki belőle dél-délkeleti irányban, Jánosszállás településrész és Szeged felé. Nem sokkal ezután keresztezi a Cegléd–Szeged-vasútvonal vágányait, majd a 6+350-es kilométerszelvénye közelében beletorkollik nagyjából északi irányból, Balástya felől az 5423-as út (ez szolgálja ki Szatymaz vasútállomást is). A belterület nyugati széléig a korábbi irányát követi, majd ott, 7,5 kilométer után kettéágazik. A délkelet felé induló út az 5425-ös számozást viseli, a 4525-ös pedig északnyugati irányban folytatódik, Neszűrhegyi út néven.
Nagyjából egy kilométer után újra délnyugatnak fordul, így keresztezi – felüljárón, csomópont nélkül – az M5-ös autópályát, amely itt kevéssel a 157. kilométere előtt jár. 9,3 kilométer után lép be Zsombó területére, ahol a Szatymazi út nevet veszi fel. A község belterületének déli szélétől jó 6-800 méterre délre ér véget, beletorkollva az 5405-ös útba, annak 57+100-as kilométerszelvényénél.
Teljes hossza, az országos közutak térképes nyilvántartását szolgáló kira.gov.hu adatbázisa szerint 12,363 kilométer.

## Települések az út mentén
- Sándorfalva
- Szatymaz
- Zsombó